# Phacaspis petiolata
Phacaspis petiolata är en tvåvingeart som beskrevs av Henk J.G. Meuffels och Patrick Grootaert 1988. Phacaspis petiolata ingår i släktet Phacaspis och familjen styltflugor. Inga underarter finns listade i Catalogue of Life.